# 王辛 (順治進士)
王辛，直隸顺天府宛平县人，清朝政治人物、进士出身。
顺治六年，登进士，官至安徽天长县知县。